# World Games 2022/Beachhandball/Frauen
Der Wettbewerb der Frauen im Beachhandball bei den World Games 2022 war zum sechsten Mal Bestandteil der World Games, zum dritten Mal als fester Bestandteil der Veranstaltung.
Die Veranstaltung, die ohnehin aufgrund der COVID-19-Pandemie um ein Jahr verschoben werden musste, stand noch ganz unter dem Eindruck der Pandemie. Von den ursprünglich acht qualifizierten Teams fiel die Asien repräsentierende Mannschaft aus Vietnam kurzfristig aufgrund von Covid-19 aus. Zudem verpasste Dänemark die rechtzeitige Anreise aufgrund eines ausgefallenen Zubringerfluges von Kopenhagen nach Amsterdam, auch das war eine Auswirkung der geringeren Zahl an internationalen Flügen durch die Corona-Pandemie. Die eigentlich als Weltmeistermannschaft des Jahres 2018 qualifizierte Mannschaft aus Griechenland nahm aus Terminschwierigkeiten des Verbandes nicht teil, für Griechenland rückte Norwegen nach. Ein Vertreter Afrikas nahm nicht teil. Für Nordamerika und die Karibik trat Mexiko an, da die eigentlichen Kontinentalmeister aus den Vereinigten Staaten als Gastgeber qualifiziert waren. In Ozeanien hatte sich Australien in einem Ausscheidungsspiel gegen Neuseeland durchgesetzt, aufgrund von Reisebeschränkungen vieler Inselstaaten konnten andere Länder Ozeaniens an der Ausscheidung nicht teilnehmen. In Süd- und Mittelamerika setzte sich das erste Mal Argentinien gegen die Brasilianerinnen durch, womit die Titelverteidiger aus Brasilien nicht nur ihren Titel nicht verteidigen konnten, sondern das erste Mal nicht an den World Games teilnahmen. Für Europa trat der amtierende Welt- und Europameister aus Deutschland mit dem jüngsten Team des Turniers an. Die Mannschaft war in fest derselben Besetzung nicht einmal drei Wochen zuvor auf Kreta Weltmeister geworden.
Deutschland ging nach den letzten großen Erfolgen als klarer Titelfavorit in das Turnier, zu den weiteren Titelanwärtern zählten Dänemark, Norwegen und Argentinien. Durch den Ausfall Dänemarks reduzierte sich die Zahl der ernsthaften Medaillenaspiranten auf nur noch drei Mannschaften. Australien schickte im Vergleich zur Weltmeisterschaft eine nicht konkurrenzfähige B-Mannschaft an den Start. Der Modus wurde nach den Ausfällen Vietnams und Dänemarks kurzfristig geändert. Statt einer Vorrunde in zwei Vierergruppen und anschließenden Viertelfinals mit allen acht Mannschaften wurde eine Vorrundengruppe mit allen sechs Mannschaften gebildet, in der jede Mannschaft einmal gegen alle anderen Teams zu spielen hatte. die besten vier Mannschaften zogen in das Halbfinale ein, die beiden schwächsten Mannschaften spielten um den fünften Rang und hatten damit ein Spiel weniger. Somit hatte das Turnier der Frauen anders als geplant auch zwei Spiele weniger als das der Männer, das nach dem Ausfall der dänischen Männer mit sieben Mannschaften im ursprünglich geplanten Modus ausgespielt wurde.
Die deutsche Mannschaft wurde ihrer Favoritenrolle gerecht. Sie gewann alle ihre Spiele, wenngleich gegen Argentinien und Norwegen anders als bei der WM kurz zuvor zwei Sätze abgegeben werden mussten und die Spiele erst im Shootout gewonnen wurden. Gegen Australien gelang ihr das seltene Kunststück, einen Satz zu Null zu spielen. Mit Amelie Möllmann hatte Deutschland die Spielerin mit den meisten erzielten Punkten (102) ebenso in den Reihen, wie mit Katharina Filter die Torfrau, die mit 47 % gehaltener Bälle eine herausragend gute Quote hatte. Norwegen – zweimal von Deutschland bezwungen – und Argentinien – zweimal von Norwegen bezwungen – gewannen wie erwartet die Silber- und Bronzemedaille. Für die Vereinigten Staaten war das Erreichen der Halbfinals mit beiden Mannschaften ein Achtungserfolg.
Das All-Star-Team des Turniers besteht aus:
| Position          | Titelträgerin                         |
| ----------------- | ------------------------------------- |
| Torhüterin        | Maria Florencia Bericio               |
| Verteidigerin     | Elisabeth Hammerstad                  |
| Linksaußen        | Marielle Elisabeth Mathisen Martinsen |
| Rechtsaußen       | Amelie Möllmann                       |
| Specialist        | Michelle Schäfer                      |
| Pivot             | Christine Mansour                     |
| beste Torschützin | Amelie Möllmann (102 Punkte)          |
| MVP               | Amelie Möllmann                       |

## Vorrunde
| Rang | Verein             | Spiele | Spiele | Spiele | Sätze | Sätze | Sätze | Tore | Tore | Tore | Punkte |
| Rang | Verein             | Sp     | S      | N      | G     | V     | +-    | T+   | T-   | +-   | Punkte |
| ---- | ------------------ | ------ | ------ | ------ | ----- | ----- | ----- | ---- | ---- | ---- | ------ |
| 1    | Deutschland        | 5      | 5      | 0      | 10    | 2     | +8    | 238  | 141  | +97  | 10     |
| 2    | Norwegen           | 5      | 4      | 1      | 9     | 3     | +6    | 221  | 174  | +47  | 8      |
| 3    | Argentinien        | 5      | 3      | 2      | 8     | 4     | +4    | 245  | 152  | +93  | 6      |
| 4    | Vereinigte Staaten | 5      | 2      | 3      | 4     | 6     | -2    | 154  | 188  | -34  | 4      |
| 5    | Mexiko             | 5      | 1      | 4      | 2     | 8     | -6    | 189  | 228  | -39  | 2      |
| 6    | Australien         | 5      | 0      | 5      | 0     | 10    | -10   | 82   | 246  | -164 | 0      |

| W01 | 11. Juli 9:30 Uhr  | Deutschland        | – | Mexiko             | 2:0 (34:17, 28:18)      |
| W02 | 11. Juli 9:30 Uhr  | Argentinien        | – | Australien         | 2:0 (27:4, 25:7)        |
| W03 | 11. Juli 10:20 Uhr | Norwegen           | – | Vereinigte Staaten | 2:0 (21:16, 20:12)      |
| W04 | 11. Juli 15:00 Uhr | Argentinien        | – | Deutschland        | 1:2 (19:14, 16:19, 5:6) |
| W05 | 11. Juli 15:50 Uhr | Vereinigte Staaten | – | Australien         | 2:0 (18:13, 20:7)       |
| W06 | 11. Juli 15:50 Uhr | Mexiko             | – | Norwegen           | 0:2 (18:23, 16:19)      |
| W07 | 12. Juli 16:30 Uhr | Norwegen           | – | Deutschland        | 1:2 (16:14, 16:23, 6:7) |
| W08 | 12. Juli 17:20 Uhr | Argentinien        | – | Vereinigte Staaten | 2:0 (22:12, 26:12)      |
| W09 | 12. Juli 18:10 Uhr | Australien         | – | Mexiko             | 0:2 (9:24, 15:28)       |
| W10 | 13. Juli 9:30 Uhr  | Deutschland        | – | Australien         | 2:0 (28:0, 24:6)        |
| W11 | 13. Juli 9:30 Uhr  | Norwegen           | – | Argentinien        | 2:1 (16:23, 25:20, 7:4) |
| W12 | 13. Juli 10:20 Uhr | Vereinigte Staaten | – | Mexiko             | 2:0 (22:20, 20:18)      |
| W13 | 13. Juli 15:30 Uhr | Australien         | – | Norwegen           | 0:2 (8:22, 13:30)       |
| W14 | 13. Juli 15:30 Uhr | Mexiko             | – | Argentinien        | 0:2 (18:34, 12:24)      |
| W15 | 13. Juli 16:20 Uhr | Deutschland        | – | Vereinigte Staaten | 2:0 (21:10, 20:12)      |

## Finalrunde
| Halbfinale | Halbfinale         | Halbfinale |  |  | Finale           | Finale             | Finale   |
|            |                    |            |  |  |                  |                    |          |
| 2          | Norwegen           | 2          |  |  |                  |                    |          |
| 3          | Argentinien        | 0          |  |  | Endspiel         | Endspiel           | Endspiel |
|            |                    |            |  |  | H1               | Norwegen           | 0        |
|            |                    |            |  |  | H2               | Deutschland        | 2        |
| 4          | Deutschland        | 2          |  |  |                  |                    |          |
| 1          | Vereinigte Staaten | 0          |  |  |                  |                    |          |
|            |                    |            |  |  | Spiel um Platz 3 |                    |          |
|            |                    |            |  |  | H1               | Argentinien        | 2        |
|            |                    |            |  |  | H2               | Vereinigte Staaten | 0        |
|            |                    |            |  |  |                  |                    |          |
|            |                    |            |  |  | Spiel um Platz 5 |                    |          |
|            |                    |            |  |  | 5                | Mexiko             | 2        |
|            |                    |            |  |  | 6                | Australien         | 0        |
|            |                    |            |  |  |                  |                    |          |

Halbfinals
| W16 | 14. Juli, 15:30 Uhr | Norwegen    | – | Argentinien        | 2:0 (22:18, 22:16) |
| W17 | 14. Juli, 16:20 Uhr | Deutschland | – | Vereinigte Staaten | 2:0 (26:8, 26:11)  |

Spiel um Platz 5
| W18 | 15. Juli, 13:40 Uhr | Mexiko | – | Australien | 2:0 (17:12, 19:8) |

Spiel um Platz 3
| W19 | 15. Juli, 14:30 Uhr | Argentinien | – | Vereinigte Staaten | 2:0 (20:15, 20:12) |

Finale
| W20 | 15. Juli, 16:30 Uhr | Norwegen | – | Deutschland | 0:2 (14:15, 8:9) |

## Statistiken
Detaillierte Statistiken und Informationen zu den Mannschaften finden sich unter World Games 2022/Beachhandball/Frauen/Kader.
Siegerinnen
| Gold | Silber | Bronze |
| --- | --- | --- |
| DeutschlandKatharina Filter (TW) Belen Gettwart Carolin Hübner Isabel Kattner Lena Klingler Lucie-Marie Kretzschmar Amelie Möllmann Michelle Schäfer Liv Süchting Kirsten Walter | NorwegenThea Granlund (TW) Ine Erlandsen Grimsrud Elisabeth Hammerstad Tonje Lerstad (TW) Marielle Martinsen Hanne Olsvik Susanne Pettersen Maren Sjaamo Martine Welfler Thina Helene Kolås Øyesvold | ArgentinienFlorencia Bericio (TW) Gisella Bonomi Fiorella Corimberto Micaela Corimberto Ivana Eliges Celeste Meccia Agustina Mirotta Carolina Ponce Luciana Scordamaglia Gisela Thurmann |

Bei Gleichstand entscheidet die Quote über eventuelle eine Rangdifferenzierung.
| Rang | Name                | Punkte | Quote |
| ---- | ------------------- | ------ | ----- |
| 01   | Amelie Möllmann     | 102    | 14,6  |
| 02   | Martine Welfler     | 92     | 13,1  |
| 03   | Christine Mansour   | 90     | 12,9  |
| 04   | Gisella Bonomi      | 85     | 12,1  |
| 05   | Agustina Mirotta    | 82     | 11,7  |
| 06   | Marielle Martinsen  | 80     | 11,4  |
| 07   | Fiorella Corimberto | 78     | 11,1  |
| 08   | Itzel Vargas        | 72     | 12,0  |
| 09   | Isabel Kattner      | 66     | 09,4  |
| 10   | Edna Uresty         | 62     | 10,3  |

| Rang | Name                   | Turnover | Quote |
| ---- | ---------------------- | -------- | ----- |
| 01   | Courtney Heeley        | 26       | 3,7   |
| 02   | Allira Hudson-Gofers   | 14       | 2,3   |
| 02   | Itzel Vargas           | 14       | 2,3   |
| 04   | Ashley Van Ryn         | 14       | 2,0   |
| 05   | Ine Erlandsen Grimsrud | 13       | 1,8   |
| 05   | Renee Snyder           | 13       | 1,8   |
| 05   | Martine Welfler        | 13       | 1,8   |

| Rang | Name                 | Blocks | Quote |
| ---- | -------------------- | ------ | ----- |
| 01   | Susanne Pettersen    | 6      | 0,9   |
| 01   | Gisela Thurmann      | 6      | 0,9   |
| 03   | Luciana Scordamaglia | 3      | 0,4   |
| 03   | Liv Süchting         | 3      | 0,4   |

| Rang | Name               | Gefoult | Quote |
| ---- | ------------------ | ------- | ----- |
| 01   | Isabel Kattner     | 12      | 1,7   |
| 02   | Marielle Martinsen | 10      | 1,4   |
| 03   | Ivana Eliges       | 8       | 1,1   |
| 03   | Christine Mansour  | 6       | 0,9   |
| 05   | Ashley Van Ryn     | 5       | 0,7   |
| 06   | Martine Welfler    | 4       | 0,6   |

| Rang | Name              | Quote |
| ---- | ----------------- | ----- |
| 01   | Katharina Filter  | 43 %  |
| 02   | Florencia Bericio | 33 %  |
| 03   | Emma Johnson      | 29 %  |
| 04   | Tonje Lerstad     | 28 %  |
| 05   | Gabriela Salazar  | 27 %  |
| 06   | Staci Self        | 26 %  |

| Rang | Name                   | Vorlagen | Quote |
| ---- | ---------------------- | -------- | ----- |
| 01   | Fiorella Corimberto    | 19       | 2,7   |
| 02   | Claudia Macías         | 15       | 2,5   |
| 03   | Ivana Eliges           | 14       | 2,0   |
| 03   | Ine Erlandsen Grimsrud | 14       | 2,0   |
| 05   | Belen Gettwart         | 9        | 3,0   |
| 06   | Amelie Möllmann        | 9        | 1,3   |
| 07   | Courtney Heeley        | 8        | 1,1   |
| 08   | Edna Uresty            | 7        | 1,2   |
| 09   | Carolina Ponce         | 7        | 1,0   |
| 09   | Ashley Van Ryn         | 7        | 1,0   |

| Rang | Name                    | Steals | Quote |
| ---- | ----------------------- | ------ | ----- |
| 01   | Lucie-Marie Kretzschmar | 9      | 1,3   |
| 02   | Isabelle Gosar          | 6      | 0,9   |
| 03   | Liv Süchting            | 5      | 0,7   |
| 04   | Kirsten Walter          | 4      | 0,6   |
| 05   | Susanne Pettersen       | 3      | 0,4   |

| Rang | Name               | Strafwürfe (verwandelt/geworfen) | Quote |
| ---- | ------------------ | -------------------------------- | ----- |
| 01   | Christine Mansour  | 12/15                            | 80 %  |
| 02   | Itzel Vargas       | 10/12                            | 83 %  |
| 03   | Celeste Meccia     | 9/12                             | 75 %  |
| 04   | Marielle Martinsen | 7/10                             | 70 %  |
| 05   | Lena Klingler      | 7/12                             | 58 %  |
| 06   | Belen Gettwart     | 5/6                              | 83 %  |

| Rang | Name                   | Vorlagen | Quote |
| ---- | ---------------------- | -------- | ----- |
| 01   | Fiorella Corimberto    | 19       | 2,7   |
| 02   | Claudia Macías         | 15       | 2,5   |
| 03   | Ivana Eliges           | 14       | 2,0   |
| 03   | Ine Erlandsen Grimsrud | 14       | 2,0   |
| 05   | Belen Gettwart         | 9        | 3,0   |
| 06   | Amelie Möllmann        | 9        | 1,3   |
| 07   | Courtney Heeley        | 8        | 1,1   |
| 08   | Edna Uresty            | 7        | 1,2   |
| 09   | Carolina Ponce         | 7        | 1,0   |
| 09   | Ashley Van Ryn         | 7        | 1,0   |

| Rang | Name                    | Steals | Quote |
| ---- | ----------------------- | ------ | ----- |
| 01   | Lucie-Marie Kretzschmar | 9      | 1,3   |
| 02   | Isabelle Gosar          | 6      | 0,9   |
| 03   | Liv Süchting            | 5      | 0,7   |
| 04   | Kirsten Walter          | 4      | 0,6   |
| 05   | Susanne Pettersen       | 3      | 0,4   |

| Rang | Name               | Strafwürfe (verwandelt/geworfen) | Quote |
| ---- | ------------------ | -------------------------------- | ----- |
| 01   | Christine Mansour  | 12/15                            | 80 %  |
| 02   | Itzel Vargas       | 10/12                            | 83 %  |
| 03   | Celeste Meccia     | 9/12                             | 75 %  |
| 04   | Marielle Martinsen | 7/10                             | 70 %  |
| 05   | Lena Klingler      | 7/12                             | 58 %  |
| 06   | Belen Gettwart     | 5/6                              | 83 %  |

| Rang | Name                 | Fouls | Quote |
| ---- | -------------------- | ----- | ----- |
| 01   | Cedar Bellows        | 9     | 1,3   |
| 01   | Luciana Scordamaglia | 9     | 1,3   |
| 03   | Marielle Martinsen   | 7     | 1,0   |
| 03   | Liv Süchting         | 7     | 1,0   |
| 03   | Celeste Meccia       | 7     | 1,0   |
| 06   | Kirsten Walter       | 6     | 0,9   |